# Villomar
Villomar es una localidad del municipio de Mansilla de las Mulas, en la provincia de León, Comunidad Autónoma de Castilla y León (España).

## Situación
Se encuentra en la Carretera Nacional N-625, cerca de la Prisión Provincial de León.
Confina con los lugares de Mansilla de las Mulas, Villacontilde, Valle de Mansilla, Reliegos y Villalquite.
A su vez, Villomar está situado en la margen izquierda del Río Esla, en su curso medio.

## Pedanía
Actualmente pertenece al Ayuntamiento de Mansilla de las Mulas, y es la única pedanía de dicho Ayuntamiento.

## Historia
Los orígenes de la población se remontan a la época de dominio musulmán en la península, cuando se denominaba Villa Omaris.
En el museo de la Catedral de León se encuentra una talla de la Virgen encontrada en Villómar datada en el siglo XII.
La iglesia de la localidad está dedicada a su patrona, la Inmaculada Concepción.
DEPORTES
En octubre de 2019, se creó la escuela  de la Junta Vecinal de lucha leonesa. 
Compuesta con 35 niños/as de Mansilla y ayuntamientos de alrededor. 
Y en su primera participación en un corro de lucha (corro de carnaval de León 2020), ya consiguieron 3 primeros puestos, 3 segundos puestos, 3 terceros y 2 cuartos.

## Evolución demográfica
| 2000 | 2001 | 2002 | 2003 | 2004 | 2005 | 2006 | 2007 | 2008 | 2009 | 2010 | 2011 |
| 89   | 80   | 74   | 74   | 75   | 73   | 65   | 66   | 66   | 62   | 57   | 57   |

- Datos: Q5809405